# Низівка (Харківський район)
Ни́зівка — село в Україні, у Нововодолазькій громаді Харківського району Харківської області. Населення становить 89 осіб. Колишній (до 2017) орган місцевого самоврядування — Сосонівська сільська рада.

## Географія
Село Низівка знаходиться на правому березі річки Вільхуватка, вище за течією примикає село Стулепівка, нижче за течією на відстані 2 км розташоване село Новоселівка, на протилежному березі - села Завадівка, Червона Поляна та Червоносів (зняте з обліку). Поруч проходить залізниця, найближча станція Караван за 2 км.

## Історія
12 червня 2020 року, розпорядженням Кабінету Міністрів України № 725-р «Про визначення адміністративних центрів та затвердження територій територіальних громад Харківської області», увійшло до складу Нововодолазької селищної громади.
19 липня 2020 року, в результаті адміністративно-територіальної реформи та ліквідації Нововодолазького району, село увійшло до складу новоутвореного Харківського району.